# Bevölkerung Argentiniens
Die heutige Bevölkerung Argentiniens stammt zu einem Großteil von Europäern ab. Dennoch gibt es eine zahlenmäßig starke Minderheit von Mestizen und noch 25 als eigenständige Ethnien anerkannte indigene Völker auf dem Staatsterritorium, die weiterhin ihre Sprache und Kultur pflegen.
Charakteristisch ist außerdem der sehr hohe Verstädterungsgrad (89 Prozent wohnen in Siedlungen von 2000 und mehr Einwohnern), der sogar die entsprechenden Werte aus den Industrieländern übertrifft. Hierbei ist kennzeichnend, dass praktisch in allen Regionen des Landes die Bevölkerung in wenigen städtischen Zentren geballt ist und daneben weite Leerräume mit sehr geringer Bevölkerungsdichte verbleiben.

## Bevölkerungsstruktur
48,7 % der Einwohner Argentiniens sind Männer, 51,3 % Frauen. Diese relativ gleichmäßige Verteilung hat sich jedoch erst seit wenigen Jahrzehnten herausgeprägt, bis weit ins 20. Jahrhundert hinein herrschte ein Männerüberschuss (53,5 % Männer im Jahr 1914), eine Folge der Einwanderung. Die südlichen Provinzen, insbesondere Tierra del Fuego, weisen heute weiterhin wegen der Binnenwanderung von jungen Männern in diese Region einen Männerüberschuss auf, während im eher von Abwanderung betroffenen Norden tendenziell Frauenüberschuss herrscht.
Die Altersstruktur ist heute ebenfalls relativ gleichmäßig. 22,0 % der Bevölkerung sind unter 14 Jahre alt, 66,1 % im Alter zwischen 15 und 64, sowie 11,9 % älter als 65 Jahre. Hier geht die Tendenz klar hin zu einem Anstieg des Durchschnittsalters.
Die Verteilung der Bevölkerung lässt einen hohen Verstädterungsgrad erkennen. 89,31 % wohnen in Ortschaften über 2000 Einwohnern, 62,29 % in Großstädten mit über 100.000 Einwohnern. 3,40 % wohnen in Ortschaften unter 2.000 Einwohnern und 7,28 % auf dem offenen Land, wo auch mit 54,02 % ein hoher Männerüberschuss herrscht.
Der Ausländeranteil geht seit der Einwanderungswelle Ende des 19. Jahrhunderts, als er zwischenzeitlich um 30 % erreichte, kontinuierlich zurück und lag 2001 bei nur 4,2 %. Die größten Ausländergruppe waren 2010 die Paraguayer (550.713), Bolivianer (345.272), Chilenen (191.147) und Peruaner (157.514). 2016/2017 lag der Ausländeranteil nach unterschiedlichen Schätzungen bei 4,5 – 4,9 %, bzw. rund 2,2 Millionen Einwohnern. Die Mehrheit der Einwanderer (54 %) war weiblich.
Von körperlichen oder geistigen Behinderungen sind 7,1 % der Bevölkerung betroffen, bei Männern 6,8 %, bei Frauen 7,3 %.

## Demografische Indikatoren

Bevölkerungsentwicklung, Fertilitäts- und Nettoreproduktionsraten von 1950 bis 2021; Prognose der Bevölkerungsentwicklung bis 2032; Schätzung der Vereinten Nationen 2022
Blaue Kurve (linke Y-Achse): Gesamtbevölkerung jeweils zum 1. Juli in Tausend
Blaue gepunktete Kurve (linke y-Achse): Gesamtbevölkerung jeweils zum 1. Juli in Tausend, „Mittlere Prognose“ („Medium variant“)
Rote Kurve (rechte y-Achse): Gesamtfruchtbarkeitsrate (Lebendgeburten pro Frau)
Gelbe Kurve (rechte y-Achse): Nettoreproduktionsrate (überlebende Töchter pro Frau)

Argentinien weist unter den Entwicklungsländern ein hohes Entwicklungsniveau auf, im Index der menschlichen Entwicklung stand es auf Platz 38 (2007/2008) und damit in Lateinamerika an erster Stelle. Dies schlug sich jedoch nur in einem Teil in den demographischen Indikatoren nieder; so lag etwa die Kindersterblichkeit auf einem ähnlich hohen Niveau wie in Jamaika, trotz des deutlich niedrigeren allgemeinen Entwicklungsstandes dieses Landes.
Die demographischen Indikatoren waren laut Instituto Nacional de Estadística y Censos (INDEC) für 2005 bis 2010 folgende:
- Geburtenrate: 17,5 Promille/Jahr
- Sterberate: 7,8 Promille/Jahr
- Natürliches Wachstum: 9,7 Promille/Jahr
- Netto-Wanderungs-Saldo: 0,06 Promille/Jahr
- Totales Wachstum: 9,7 Promille/Jahr
- Fruchtbarkeitsrate (Zahl der Kinder pro Frau): 2,3
- Kindersterblichkeitsrate: 13,3 Promille
- Alphabetisierungsrate: 97,4 (2001)
- Mittlere Lebenserwartung: 75,24 Jahre
  - Männer: 71,56 Jahre
  - Frauen: 79,06 Jahre

Zu diesen Daten lassen sich folgende Beobachtungen anstellen:
- Die Fruchtbarkeitsrate und Geburtenrate gingen seit dem 19. Jahrhundert stark zurück, sie scheinen sich jedoch auf dem jetzigen Niveau weitgehend stabilisiert zu haben. In einigen Städten liegen beide Zahlen deutlich niedriger (1,6 Kinder pro Frau in Buenos Aires), während ländliche Regionen Werte bis zu 5 aufweisen.
- Die Kindersterblichkeitsrate geht trotz der Wirtschaftskrisen weiter zurück. Sie liegt jedoch trotz des hohen Entwicklungsniveaus des Landes in Lateinamerika nur auf einem mittleren Niveau (in Kuba und Chile ist sie mit 5,6 bzw. 7,8 deutlich niedriger)
- Auch die Lebenserwartung liegt im weltweiten Vergleich nur auf einem mittleren Niveau.[9]

## Bevölkerungsentwicklung
Die Einwohnerzahl Argentiniens macht insbesondere zur Zeit um 1900 einen schlagartigen Anstieg durch. Dies hing mit einer starken Einwanderungswelle aus Europa zusammen, die die Kultur des Landes später entscheidend prägte. Zwischen 1881 und 1914 wanderten zwei Millionen Italiener, 1,4 Millionen Spanier, 170.000 Franzosen und 160.000 Personen aus Russland (darunter viele Deutschstämmige) ein. Ab 1930 ging die Einwanderung aus Europa zurück, dafür kamen nun Neubürger aus den Nachbarländern Chile, Bolivien und Paraguay sowie später auch Peru dazu.
Seit Mitte des 20. Jahrhunderts geht das Bevölkerungswachstum generell zurück. Dies liegt sowohl an einem Abflauen des Einwanderstroms (zur Zeit gleichen sich Ein- und Auswanderung nahezu aus) sowie an dem Rückgang der Geburtenrate, die heute nur leicht über dem Niveau von Industrieländern liegt und nur für ein knappes natürliches Wachstum ausreicht.
| Jahr | Einwohnerzahl | Wachstumsrate (%/Jahr)* | Ausländeranteil (%) | Urbane Bevölkerung (%) | Kinder pro Frau | Lebenserwartung bei Geburt |
| ---- | ------------- | ----------------------- | ------------------- | ---------------------- | --------------- | -------------------------- |
| 1869 | 1.877.490     | k. A.                   | 11,2                | k. A.                  | k. A.           | k. A.                      |
| 1895 | 4.044.911     | k. A.                   | 24,9                | 37,4                   | 6,0             | 40                         |
| 1914 | 7.903.662     | 3,6                     | 30,3                | 52,7                   | 5,3             | 48,5                       |
| 1947 | 15.893.811    | 2,04                    | 15,3                | 62,2                   | 3,3             | 61,1                       |
| 1960 | 20.013.793    | 1,79                    | 13,0                | 72,0                   | 3,0             | 66,4                       |
| 1970 | 23.364.431    | 1,56                    | 9,5                 | 79,0                   | 2,9             | 65,6                       |
| 1980 | 27.949.480    | 1,81                    | 6,8                 | 83,0                   | 3,44            | 69,0                       |
| 1991 | 32.615.528    | 1,47                    | 5,0                 | 88,4                   | 2,8             | 72,1                       |
| 2001 | 36.260.130    | 1,01                    | 4,2                 | 89,3                   | 2,4             | 74,1                       |
| 2010 | 40.117.096    |                         | 4,5                 |                        |                 |                            |
| 2017 | 44.681.886    |                         | 4,5–4,9             |                        |                 |                            |
| 2022 | 47.327.407    |                         |                     |                        |                 |                            |

 *)  bezogen auf die Zeitspanne zwischen der jeweils aktuellen und der vorherigen Volkszählung

## Regionale Charakteristika
Herkunft und demografischer Aufbau der Bevölkerung sind von Region zu Region verschieden, was sich aus der Geschichte des Landes mit verschiedenen Wanderungsbewegungen aus den Nachbarländern, aber auch aus der wirtschaftlichen Situation der einzelnen Landesteile ergibt. Im Folgenden werden die Charakteristika nach Region beschrieben.

### Buenos Aires und Provinz Buenos Aires
Sowohl in der Stadt als auch in der Provinz Buenos Aires stammt die Bevölkerung zum überwiegenden Teil von europäischen Einwanderern ab. Dabei kann man zwischen zwei Gruppen unterscheiden: einmal den Einwanderern der Hauptwelle (1880–1915), die sich in den Städten und insbesondere Buenos Aires ansiedelten, zum anderen den sogenannten Kolonisatoren (colonizadores), die auf dem Land seit Beginn des 19. Jahrhunderts oft ethnisch sehr homogene landwirtschaftliche Kolonien bildeten, die später meist ebenfalls zu Städten wurden.
Grund für die Dominanz der Europäer in dieser Provinz ist zum einen die geringe, nomadisch lebende Urbevölkerung im Norden des Gebiets, zum anderen die systematische Ausrottung der indigenen Bevölkerung in der sogenannten conquista del desierto um 1880 im Süden, wo sich lange die wehrhafte Reiterkultur der Mapuche halten konnte. Bis Mitte des 19. Jahrhunderts dominierten die spanischstämmigen Argentinier, was sich jedoch mit den Einwanderungsgesetzen der Regierung Nicolás Avellanedas änderte. In den Großstädten siedelten sich zur ersten Einwanderungswelle um 1900 vor allem Einwanderer aus Italien an, gefolgt von den Spaniern und Engländern sowie einigen Franzosen und Deutschen; auf dem Land außer aus diesen Ländern auch aus Polen und Russland. Diese Gruppen und ihre Nachkommen machen seit dieser Zeit etwa 85 Prozent der Bevölkerung der Region aus.
Ab den 1930er-Jahren führte die Binnenwanderung aus entlegeneren Provinzen in die Hauptstadt zu einer neuen Schicht, die vor allem aus Mestizen bestand (und deswegen oft als cabecitas negras, „Schwarzköpfchen“ diskriminiert wurden).
Die Bevölkerungsverteilung in der Provinz Buenos Aires ist mit Ausnahme der Agglomeration Gran Buenos Aires selbst sowie dem äußersten Süden der Provinz, in dem die Dichte sehr gering ist, sehr gleichmäßig. Es gibt viele Klein- und Mittelstädte, in denen sich ein großer Teil der Bevölkerung ballt. Laut der Volkszählung des INDEC von 2001 ergibt sich folgendes Bild:
| Orte und Agglomerationen | Bevölkerung | Anteil in % |
| ------------------------ | ----------- | ----------- |
| über 1 Mio. Ew.          | 12.046.799  | 72,56       |
| 100.000–1 Mio.           | 1.736.913   | 10,46       |
| 50.000–100.000           | 778.680     | 4,69        |
| 10.000–50.000            | 1.105.372   | 6,66        |
| 2.000–10.000             | 430.593     | 2,59        |
| unter 2.000              | 504.984     | 3,04        |
| Gesamt                   | 16.603.341  | 100         |

Die Dominanz des Ballungsraums Buenos Aires wird in dieser Tabelle besonders deutlich: 72 Prozent der Einwohner der Gegend wohnen in dieser Agglomeration.

### Zentralargentinien (Región Centro)
In der Región Centro, in der die Provinzen Córdoba, Entre Ríos und Santa Fe zusammengeschlossen sind, ist die Situation ähnlich wie in der Provinz Buenos Aires. Die meisten Einwohner stammen von Europäern ab, die entweder in die Großstädte eingewandert sind oder auf dem Land „Kolonien“ gründeten – darunter zum Beispiel die Wolgadeutschen in Entre Ríos. Der Mestizen-Anteil ist allerdings in dieser Gegend höher, was vor allem daran liegt, dass Teile dieser Gegenden schon vor der Einwanderungswelle um 1880 relativ dicht von den so genannten criollos, Mischlingen aus Indianern und Spaniern, bevölkert waren, und die Einwanderung sich größtenteils auf die Region um Buenos Aires konzentrierte.
Im Norden der Provinz Santa Fe leben noch einige Ureinwohner der Toba-Indianer nach ihrer Kultur, ebenfalls gibt es in einigen abgelegenen Gebieten von Entre Ríos Guaraní-Kolonien. In Córdoba wohnen zudem etwa 5000 Comechingones, deren Kultur jedoch zu einem großen Teil verloren gegangen ist, ihre Sprache wird nicht mehr gesprochen.
Die Bevölkerungsverteilung ist in dieser Region uneinheitlich. Der Schwerpunkt liegt zum einen an den Flussläufen des Paraná und des Río Uruguay, zum anderen in der Gegend rund um Córdoba sowie an den Hauptverbindungsstrecken zwischen den größten Städten. Sehr niedrig sind die Bevölkerungsdichten dagegen im Norden von Santa Fe und Córdoba sowie generell in den Gebirgsregionen der Sierras de Córdoba mit Ausnahme der touristischen Gegenden, wie dem Valle de Punilla.
Folgendermaßen ist die Bevölkerungsstruktur aufgebaut:
| Orte und Agglomerationen | Córdoba   | Entre Ríos | Santa Fe  | Gesamt    | Anteil in % |
| ------------------------ | --------- | ---------- | --------- | --------- | ----------- |
| über 1 Mio. Ew.          | 1.368.301 | 0          | 1.161.188 | 2.529.489 | 35,00       |
| 100.000–1 Mio.           | 149.303   | 385.409    | 454.238   | 988.950   | 13,68       |
| 50.000–100.000           | 208.587   | 64.954     | 233.734   | 507.275   | 7,02        |
| 10.000–50.000            | 541.515   | 367.020    | 448.543   | 1.357.078 | 18,78       |
| 2.000–10.000             | 453.361   | 127.469    | 377.689   | 958.519   | 13,26       |
| unter 2.000              | 345.734   | 202.733    | 325.309   | 873.776   | 12,09       |
| Gesamt                   | 3.066.801 | 1.158.147  | 3.000.701 | 7.225.649 | 100         |

Die Tabelle zeigt, dass zwar etwa die Hälfte der Einwohner der Region auf die Großstädte entfallen, der Verstädterungsgrad jedoch deutlich ausgeglichener ist, als in der Region Buenos Aires.

### Nordosten (Región Noreste)
In der Región Noreste Argentino, den Provinzen Corrientes, Misiones, Chaco und Formosa, stellen zwar die Nachkommen der Einwanderer aus Europa ebenfalls den Großteil der Bevölkerung, doch der Anteil an Mestizen und Ureinwohnern ist deutlich höher als im zentralen Argentinien. Besonders hoch ist er im westlichen Formosa und Chaco, wo Völker wie die Wichí (auch matacos), Toba und Chiriguano (Guaraní-Gruppen, die in Kontakt zu den Andenvölkern gerieten) ihr angestammtes Siedlungsgebiet haben; in Misiones und Corrientes dagegen gibt es nur noch wenige Guaraní. Insgesamt sprechen etwa 150.000 Menschen eine native Muttersprache, viele davon sind jedoch zweisprachig.
Die Bevölkerung konzentriert sich in allen Provinzen auf die Flusstäler des Paraná, Paraguay und Uruguay. Dort wohnen 80 Prozent der Bevölkerung und befinden sich sämtliche Großstädte der Region. Dabei ist Misiones noch die am gleichmäßigsten bevölkerte Provinz dank ihres sehr milden Klimas und der guten Böden, die vor allem für den Yerba-Anbau (Mate) genutzt werden. In Corrientes gibt es ein großes unbesiedeltes Gebiet im Zentrum der Provinz, wo sich Sümpfe (Esteros del Iberá) befinden und es nur wenige kleinere Orte gibt. Der Westen von Formosa und Chaco ist relativ dünn besiedelt, er weist jedoch wegen Erdölförderung und neuer landwirtschaftlich genutzter Gebiete ein schnelles Wachstum auf. Juan José Castelli war zwischen 1991 und 2001 laut INDEC mit 97 Prozent nach dem touristischen Seebad Pinamar die am schnellsten wachsende eigenständige Stadt über 20.000 Einwohner des ganzen Landes.
| Orte und Agglomerationen | Formosa | Chaco   | Misiones | Corrientes | Gesamt    | Anteil in % |
| ------------------------ | ------- | ------- | -------- | ---------- | --------- | ----------- |
| über 1 Mio. Ew.          | 0       | 0       | 0        | 0          | 0         | 0           |
| 100.000–1 Mio.           | 198.074 | 359.590 | 279.961  | 316.782    | 1.154.407 | 34,28       |
| 50.000–100.000           | 0       | 76.794  | 51.503   | 66.709     | 195.006   | 5,79        |
| 10.000–50.000            | 99.619  | 208.616 | 223.867  | 256.369    | 788.471   | 23,41       |
| 2.000–10.000             | 80.489  | 139.695 | 124.717  | 99.180     | 444.081   | 13,18       |
| unter 2.000              | 108.377 | 199.751 | 285.474  | 191.951    | 785.553   | 23,32       |
| Gesamt                   | 486.559 | 984.446 | 965.522  | 930.991    | 3367518   | 100         |

Auffällig ist in dieser Region, dass neben der Ballung in den Provinzhauptstädten (den einzigen Großstädten der Region), in der ein Drittel der Bevölkerung lebt, der Verstädterungsgrad relativ niedrig ist und noch viele Menschen in Ortschaften unter 2000 Einwohner wohnen, viele davon gar auf dem offenen Land.

### Nordwesten (Región Noroeste)
Die Region Nordwestargentinien (Región Noroeste Argentino) bildet mit den Provinzen Jujuy, Salta, Catamarca, La Rioja, Tucumán und Santiago del Estero ein relativ großes und dicht bevölkertes, aber kulturell relativ homogenes Gebiet. In allen diesen Provinzen ist ein vergleichsweise hoher Mestizen- und Ureinwohneranteil zu finden, außerdem ist die Komponente arabischstämmiger (insbesondere Syrer und Libanesen) und armenischer Einwohner relativ hoch.
Die Ureinwohner teilen sich in Hochlandbewohner und Tieflandbewohner ein. Unter den ersten sind die Kollas zu nennen, die aus zahlreichen Untergruppierungen wie den Omaguacas hervorgingen und von der Kultur her stark in der Inka-Tradition verwurzelt sind, sie waren die technologisch fortgeschrittensten aller argentinischen indigenen Gruppen. Die weiter südlich wohnenden Diaguita-Calchaquíes sind heute fast komplett mestizisiert und als eigenständige Kultur nahezu untergegangen, auch wenn gerade in der betroffenen Gegend starke Tendenzen zu einer Reanimierung vorhanden sind, insbesondere in der Stadt Amaicha del Valle in Tucumán, in der neben dem Bürgermeister der einzige Indianer-Rat Argentiniens die Stadt regiert. Die Tieflandindianer bewohnen die Chaco-Ebene, unter ihnen findet man wie im Nordosten Toba, Wichí und Chiriguanos, aber auch Chané, Chorotes, Chulupíes und die kolla-guaraníes, eine Mischgemeinde aus Hochland- und Tieflandbewohnern. Der Nordosten von Salta gilt allgemein als die „multikulturellste“ Gegend Argentiniens, hier wohnen 8 verschiedene Völker auf engem Raum zusammen.
Charakteristisch für die Region ist eine Konzentration auf bestimmte Gebiete, die mit den Verkehrsachsen und Flusstälern zusammenfallen; etwa den Süden von Jujuy, das zentrale Salta und Tucumán sowie die Hauptstädte von La Rioja und Catamarca. Abgelegene Gebiete dagegen sind nur sehr dünn besiedelt, insbesondere auf der Hochebene. Auffällig ist jedoch ein hohes Bevölkerungswachstum in der Region, vor allem in den großen Städten.
| Orte und Agglomerationen | Catamarca | Jujuy   | La Rioja | Salta     | Santiago del Estero | Tucumán   | Gesamt    | Anteil in % |
| ------------------------ | --------- | ------- | -------- | --------- | ------------------- | --------- | --------- | ----------- |
| über 1 Mio. Ew.          | 0         | 0       | 0        | 0         | 0                   | 0         | 0         | 0           |
| 100.000–1 Mio.           | 171.923   | 278.336 | 143.684  | 468.583   | 327.974             | 738.479   | 2.128.979 | 47,75       |
| 50.000–100.000           | 0         | 55.220  | 0        | 123.223   | 0                   | 0         | 178.443   | 4,00        |
| 10.000–50.000            | 54.618    | 117.955 | 51.702   | 198.391   | 107.527             | 232.925   | 763.118   | 17,11       |
| 2.000–10.000             | 21.198    | 68.562  | 45.721   | 109.974   | 96.104              | 92.230    | 433.789   | 9,72        |
| unter 2.000              | 86.829    | 91.815  | 48.876   | 178.880   | 273.748             | 274.889   | 955.037   | 21,42       |
| Gesamt                   | 334.568   | 611.888 | 289.983  | 1.079.051 | 804.457             | 1.338.523 | 4.458.470 | 100         |

Auffällig ist die Polarisierung zwischen den Provinzhauptstädten, die fast die Hälfte der Bevölkerung ballen, und den kleinen Orten unter 2000 Einwohnern, die fast ein weiteres Viertel einnehmen. Nur in den Provinzen Salta und Tucumán gibt es nennenswerte mittlere Städte.

### Patagonien (Región Patagonia)
Die Región Patagonia Argentina (Provinzen Río Negro, Chubut, Neuquén, La Pampa, Santa Cruz und Tierra del Fuego) ist abgesehen von wenigen Ballungszentren insgesamt sehr dünn und ungleichmäßig besiedelt. Die Bevölkerung setzt sich zum größten Teil aus Binnenwanderern aus anderen Regionen zusammen, wobei die Nordwestargentinier den ersten Rang einnehmen. Auch wenn auch hier die meisten europäischstämmigen Einwohner von Italienern und Spaniern abstammen, findet sich eine große Anzahl von britischstämmigen Einwohnern, unter denen besonders die Waliser (um Puerto Madryn und Trelew) sowie die Engländer in Santa Cruz hervorzuheben sind.
Die meisten Völker der Ureinwohner in der Region sind heute mestizisiert und ihre Kultur und Sprache wird nur noch durch Wissenschaftler aufgearbeitet (z. B. die Ona oder Selk’nam und Yamaná in Tierra del Fuego sowie Pehuenches und Tehuelches auf dem Festland). Eine Ausnahme bilden die Mapuche (oder Araukaner) in den Südanden, auch wenn die große Mehrheit in Chile lebt (1 Million gegenüber 100.000 argentinischen Mapuche). Auch von ihnen spricht jedoch nur noch ein kleiner Teil die ursprüngliche Sprache Mapudungun.
Der Verstädterungsgrad ist uneinheitlich. Dabei sind die insgesamt dünner besiedelten Provinzen wie Santa Cruz und Tierra del Fuego deutlich stärker verstädtert als Rio Negro und Chubut. Ein Sonderfall bildet La Pampa, dessen Ostteil agrarisch geprägt und damit wenig verstädtert ist, während im Westen sich die geringe Bevölkerung in wenigen Zentren ballt.
| Orte und Agglomerationen | Chubut  | La Pampa | Neuquén | Río Negro | Santa Cruz | Tierra del Fuego | Gesamt    | Anteil in % |
| ------------------------ | ------- | -------- | ------- | --------- | ---------- | ---------------- | --------- | ----------- |
| über 1 Mio. Ew.          | 0       | 0        | 0       | 0         | 0          | 0                | 0         | 0           |
| 100.000–1 Mio.           | 135.632 | 102.399  | 224.742 | 0         | 0          | 0                | 462.773   | 22,71       |
| 50.000–100.000           | 145.919 | 52.475   | 0       | 225.063   | 79.144     | 52.681           | 555.282   | 27,25       |
| 10.000–50.000            | 50.582  | 11.869   | 158.008 | 166.283   | 61.299     | 45.430           | 493.471   | 24,21       |
| 2.000–10.000             | 37.677  | 76.635   | 37.233  | 75.193    | 48.919     | 0                | 275.657   | 13,52       |
| unter 2.000              | 43.427  | 55.916   | 54.172  | 86.283    | 7.596      | 2.968            | 250.362   | 12,29 %     |
| Gesamt                   | 413.237 | 299.294  | 474.155 | 552.822   | 196.958    | 101.079          | 2.037.545 | 100         |

Es fällt auf, dass die Mittelstädte (10.000–100.000 Einwohner) fast die Hälfte der Bevölkerung ballen. Dies liegt daran, dass es nur drei Großstädte gibt (Santa Rosa de Toay, Comodoro Rivadavia und Neuquén). Allerdings könnte sich deren Anzahl in der nächsten Zeit erhöhen, denn Trelew, Río Gallegos, San Carlos de Bariloche (80.000–90.000 Einwohner) sowie Puerto Madryn und Río Grande (um 60.000) weisen ein starkes Bevölkerungswachstum auf.

### Cuyo (Región Cuyo)
Die Región Cuyo (Provinzen San Luis, Mendoza und San Juan) ist ein insgesamt sehr ungleichmäßig bevölkertes Gebiet. Dies liegt an der kargen Monte-Landschaft, die Landwirtschaft nur in Oasen zulässt; deshalb ballt sich dort die Bevölkerung der Region.
Ureinwohner gibt es in der Region kaum noch, die Huarpes, Ranqueles und Diaguita-Calchaquíes mit ihren Unterstämmen wie der Comechingones sind fast vollständig mestizisiert. Dennoch ist der Anteil an Mestizen verhältnismäßig hoch. Bei den Einwanderern fällt neben den Europäern die Dominanz von Nachkommen arabischer Völker (Syrer, Libanesen, Armenier) auf.
| Orte und Agglomerationen | Mendoza   | San Juan | San Luis | Gesamt    | Anteil in % |
| ------------------------ | --------- | -------- | -------- | --------- | ----------- |
| über 1 Mio. Ew.          | 0         | 0        | 0        | 0         | 0           |
| 100.000–1 Mio.           | 955.046   | 421.640  | 162.011  | 1.538.697 | 59,93       |
| 50.000–100.000           | 79.662    | 0        | 96.781   | 176.443   | 6,87        |
| 10.000–50.000            | 108.068   | 65.666   | 11.159   | 184.893   | 7,20        |
| 2.000–10.000             | 109.911   | 45.716   | 50.561   | 206.188   | 8,03        |
| unter 2.000              | 326.964   | 87.001   | 47.421   | 461.386   | 17,97       |
| Gesamt                   | 1.579.651 | 620.023  | 367.933  | 2.567.607 | 100         |

Die Konzentration in den Großstädten einerseits und bei der Landbevölkerung andererseits ergibt sich aus der Nutzung des Landes, wobei die weiten Steppen- und Montegebiete kaum besiedelt sind, und in den Oasen neben Großstädten viele kleine und mittlere landwirtschaftliche Betriebe existieren.

## Indigene Bevölkerung

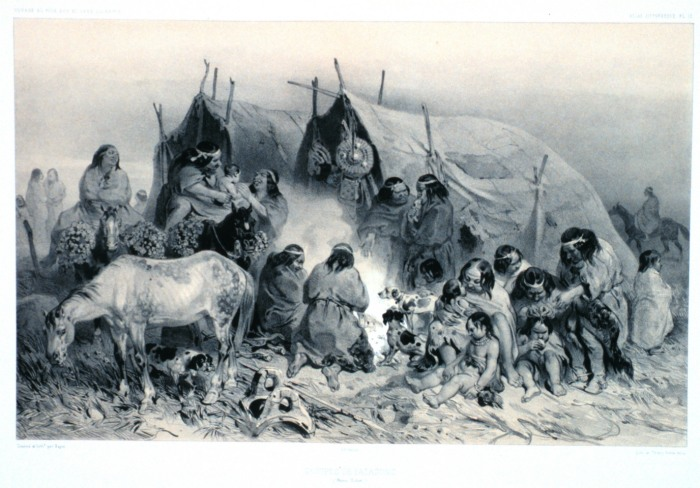
Tehuelche-Indianer (um 1832)

Hauptartikel: Indigene Völker in Argentinien
Obwohl nach einer Studie der Universität Buenos Aires 56 Prozent aller Argentinier zum Teil Nachfahren indigener Völker sind, ist deren Kultur heute auf wenige Randgebiete zurückgedrängt worden. Seit dem endgültigen Einzug der Demokratie in den 1980er-Jahren gibt es allerdings im ganzen Land wieder einen Aufschwung bei den Bewegungen der Ureinwohner, die sich in Organisationen wie der AIRA (Asociación de Indígenas de la República Argentina) zusammengeschlossen haben und um ihre Rechte in der Gesellschaft kämpfen.
Heutige Situation
Etwa ein Drittel der Indianer Argentiniens haben heute ihr angestammtes Siedlungsgebiet verlassen und sind in die Großstädte abgewandert. Dort kommt es zum einen zu einer verstärkten Mestizisierung, zum anderen aber auch zur Gründung von zahlreichen Indigenenorganisationen, um die Kultur und Sprache weiterhin pflegen zu können. Bekannte Beispiele sind die Toba-Viertel von Resistencia und Rosario, in denen Angehörige desselben Volkes zusammen wohnen und sich gegenseitig wirtschaftlich unterstützen.
Trotz zahlreicher Rechte, die den Indianern im Laufe der Zeit zugebilligt wurden, sind sie nach wie vor von Diskriminierung und Benachteiligung gegenüber der europäischstämmigen Bevölkerung betroffen. So sind sie in weit größerem Maße als der Rest der Argentinier von Armut, Arbeitslosigkeit und Analphabetismus betroffen.

## Afrikanischstämmige Bevölkerung
Ein als relativ zuverlässig geltender Zensus von 1778, also vor der Unabhängigkeit, bezifferte den Bevölkerungsanteil von afrikanischstämmigen Personen, inklusive Personen mit gemischter Abstammung (afrodescendientes) auf 17 – 30 % der urbanen Bevölkerung. Um sich vor Diskriminierung zu schützen und ihr soziales Prestige zu erhöhen, haben sich afrikanischstämmige Personen im Laufe der Zeit zunehmend als weiß identifiziert, insbesondere Personen mit gemischter Abstammung. Beim Zensus 2010 identifizierten sich rund 150.000 Personen als afrikanischstämmig. 2022 waren es rund 300.000 Personen (0,7 %). Eine genetische Untersuchung ergab einen Bevölkerungsanteil von ca. 4 % mit einem Erbgutanteil, der auf afrikanische Vorfahren schließen lässt.

## Diskriminierung und Rassismus
Wie in vielen anderen Ländern der Erde gibt es auch in Argentinien Rassismus und Diskriminierung von ethnischen Minderheiten.
Heute am verbreitetsten ist die Diskriminierung der indigenen Bevölkerung sowie die von Ausländern aus den ärmeren Nachbarländern. Die Indianer und Mestizen wurden seit Anfang des 20. Jahrhunderts despektiv als cabecitas negras (Schwarzköpfchen) bezeichnet, heute sind die Begriffe negros und grasas (unübersetzbar, da keine Verbindung zu „fett“, sondern von „grone“, der Lunfardo-Umkehrung von negro abgeleitet) populär, die allerdings nicht immer mit einem rassistischen Hintergrund verwendet werden, sondern auch generell als abwertende Bezeichnung für die Angehörigen der Unterklasse. Die Diskriminierung von Ausländern aus den ärmeren Nachbarländern hat ähnliche Charakteristika, da diese ebenfalls zumeist der Unterschicht angehören. Auch hier gibt es despektive Bezeichnungen wie paragua (für Paraguayer), bolita (für Bolivianer), chilote (für Chilenen) und brasuca (für Brasilianer). Besonders im Fußball gibt es zahlreiche Schmähgesänge auf rivalisierende Fangruppen, die etwa als Bolivianer bezeichnet werden, was den geringen Stellenwert dieser Volksgruppen in weiten Teilen der Volkskultur zeigt.
Antisemitismus gab es hauptsächlich in den 1930er- bis 1950er-Jahren, als die Regierungen Argentiniens mit dem Faschismus und dem Nationalsozialismus sympathisierten. So wurde 1938 ein geheimes Gesetz erlassen, das die Einreise von Juden verhindern sollte – nichtsdestotrotz war Argentinien Hauptaufnahmeland von geflüchteten Juden aus Europa –, und in der Nachkriegszeit wurden zahlreiche Nazi-Kriegsverbrecher aufgenommen. Eine weitere antisemitische Phase konnte man in der Militärdiktatur zwischen 1976 und 1983 beobachten, als überproportional viele Juden dem Staatsterror zum Opfer fielen. Heute gibt es weiterhin antisemitische Gruppierungen im Land, wie die bis heute ungeklärten Attentate 1992 und 1994 auf israelische Institutionen zeigen. Auch in Teilen der extremen politischen Linken werden oft anti-israelische oder antisemitische Positionen vertreten, insbesondere bei der linksextremen Organisation Quebracho, die sich im Jahr 2006 öffentlich zu den israelfeindlichen Positionen des iranischen Präsidenten Mahmud Ahmadinedschad bekannte.
Aber auch bestimmte europäischstämmige Volksgruppen hatten besonders Ende des 19. und Anfang des 20. Jahrhunderts unter Diskriminierung zu leiden. So wurden besonders die Spanier als intellektuell minderwertig angesehen und als gallegos (Galicier) nach einer angeblich besonders „rückständigen“ Region des Landes bezeichnet, noch heute kursieren in Argentinien zahlreiche sehr populäre Witze über diese Gruppe, die etwa mit Ostfriesenwitzen vergleichbar sind. Einen anderen Hintergrund hatte die Diskriminierung von Polen und Franzosen, von der nur die Frauen betroffen waren, die pauschal mit der Prostitution in Verbindung gebracht wurden.
Die Diskriminierung von Europäern ist heute mit Ausnahme der Witze über Spanier nicht mehr verbreitet. Dagegen ist seit der Argentinien-Krise und insbesondere dem Amtsantritt von George W. Bush ein Anstieg des Antiamerikanismus zu verzeichnen, der sich insbesondere in (wenn auch recht harmlosen) Gewaltaktionen von Demonstranten gegen US-amerikanische Institutionen (amerikanische Botschaften und Konsulate, McDonald’s- und Citibank-Filialen) bemerkbar machte.